# Microvalgus gracilis
Microvalgus gracilis är en skalbaggsart som beskrevs av Ernst Gustav Kraatz 1895. Microvalgus gracilis ingår i släktet Microvalgus och familjen Cetoniidae. Inga underarter finns listade i Catalogue of Life.